# Oskar Thörn
Karl Oskar Pettersson Thörn, född 13 april 1875 i Gullabo, Kalmar län, död 30 december 1933 i Gullabo, var en svensk målare och tecknare.
Han var son till lantbrukaren Peter Israelsson och Helena Olsdotter. Thörn visade anlag för teckning och målning i unga år och trots familjens begränsade ekonomi fick han studera vid Konstakademien i Stockholm 1897–1903. Under akademitiden blev han nära vän med Werner Sundblad och Johan Magnus Ullman och dessa tre uppehöll sitt kamratskap långt efter akademistudierna. Efter studierna återvände han till hembygden där han bland annat försörjde som rallare vid järnvägsbygget Gullaboby–Torsås och under några år var han kronofjärdingsman i hemsocken. Bland hans offentliga arbeten märks altartavlorna i Oskars kyrka och S:t Sigfrids kyrka Kalmar län. En minnesutställning med inlånade konstverk från privatpersoner visades på Gullabodagen 1956 och han var representerad vid utställningen Småländskt folklivsmåleri på Länsmuseet i Jönköping 1959. Hans konst består av genrebilder, landskap och porträtt. Thörn är representerad vid Kalmar konstmuseum.